# Большие Кулики (Нижегородская область)
Большие Кулики — деревня в городском округе город Шахунья Нижегородской области. Население 25 (2010) человек

## Общая физико-географическая характеристика
Географическое положение
По автомобильным дорогам расстояние до областного центра города Нижнего Новгорода составляет 260 км, до административного центра города Шахунья — 7,8 км.
Часовой пояс
Большие Кулики, как и вся Нижегородская область, находится в часовой зоне МСК (московское время). Смещение применяемого времени относительно UTC составляет +3:00.

## История
До 1 ноября 2011 года входила в состав ныне упразднённого  Акатовского сельсовета.

## Население
| 1999 | 2002 | 2010 |
| ---- | ---- | ---- |
| 35   | ↗36  | ↘25  |

Национальный состав
Согласно результатам переписи 2002 года, в национальной структуре населения русские составляли 97% из 36 человек.
Известные уроженцы
- Половинкин Николай Сергеевич (1949—2002) — советский и российский историк, краевед, этнограф, палеограф-славист. Специализировался на изучении истории Поволжья, Сибири и Урала в XVI—XIX вв.